# Celso Costantini

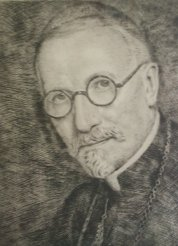
Celso kardinaal Costantini

Celso Benigno Luigi Costantini (Castion di Zoppola, 3 april 1876 – Rome, 17 oktober 1958) was een Italiaans geestelijke en kardinaal van de Rooms-Katholieke Kerk.

## Levensloop

### Vroege carrière tot bisschoppelijke wijding (1876-1921)
Costantini studeerde in Rome filosofie en theologie en promoveerde in beide vakgebieden, alvorens op 26 december 1899 tot priester gewijd te worden. Hij verrichtte vanaf 1900 pastoraal werk in het bisdom Concordia-Pordenone, van welke hij in 1914 apostolisch administrator was.

#### Kunst en religie
Costantini was een groot kunstliefhebber, en was in deze periode naast zijn pastorale werk bijzonder actief als beeldhouwer, kunstwetenschapper, criticus, en stimulator. Hij schreef veel over kunstgeschiedenis en heilige kunst. Hij droeg ook bij aan archeologische ontdekkingen in Concordia en Aquileia, beide uitermate belangrijke locaties betreffende de Romeinse en vroegchristelijke beschavingen.
In 1912 richtte hij in Milaan de Societa degli Amici dell 'Arte cristiana (Vereniging van Vrienden van de Christelijke Kunst) op. Met deze vereniging zou hij een beweging op gang brengen ter bevordering van de synthese van kunst, geloof en moderniteit. Met deze vereniging aan de hand richtte hij in 1913 tevens het tijdschrift Arte cristiana (Christelijke Kunst) op. Dit blad bestaat nog altijd.
Costantini steunde ook de oprichting van het Pontificia Commissione per l'Arte sacra (Pontificale Commissie voor Heilige Kunst), welke in handen was van zijn broer, de aartsbisschop Giovanni. Na zijn dood nam Costantini zelf de leiding van deze commissie in handen.
Het feit dat Costantini zo voortvarend kunst en religie combineerde, en vooral in de Friulische regio actief was moet de reden zijn geweest dat hij in 1915 aangewezen werd als regent van de Aquileia-parochie, waarbij hij toezichthouder werd van de Basiliek van Aquileia, toen al erkend als een uitermate belangrijke archeologische locatie.

#### Eerste Wereldoorlog
Hij zal niet lang hebben kunnen genieten van wat een droombaan moet zijn geweest voor iemand van zijn talenten en interesses: Italië had net een paar maanden daarvoor de oorlog verklaard aan het Oostenrijk-Hongaarse Rijk en had zich zodoende de Eerste Wereldoorlog ingesleept. Aquilea, dat gedurende zijn historie al veelvuldig aan het front van oorlogen gelegen heeft, zou ook nu weer in de frontlijn liggen. Costantina zou het er druk mee krijgen en in 1917 wordt hij zelfs kapelaan van het Italiaanse leger aan het front.
Op 30 oktober 1919, slechts enkele dagen voor het officiële einde van de oorlog in Italië, wordt Costantini echter aangewezen tot directeur van het archeologische museum van Aquileia, en kon hij de draad weer oppakken dat hij door de oorlog even moest laten liggen.  In deze functie kreeg hij de verantwoordelijkheid de opgravingen van historische locaties in de omgeving aan te sturen.
Van 1919 tot 1920 was hij ook vicaris-generaal van het bisdom en in 1920 werd hij benoemd tot apostolisch administrator van Fiume (het huidige Kroatië).
Het was op 24 augustus 1921 dat kardinaal Pietro La Fontaine, Celso Costantini  in de Concordia Kathedraal te Concordia Sagittaria tot Bisschop wijdde.

#### Kerkhof van de Helden
Costantini stoorde zich aan de chaotische wijze waarop de slachtoffers aan het front begraven waren en ondanks hun offers alsook het leed van de nabestaanden in de vergetelheid zouden raken. Op zijn initiatief werd het Kerkhof achter de Basiliek van Aquileia omgedoopt to Kerkhof van de Helden, ter nagedachtenis van de gevallenen. Op 4 november 1921 zegende Costantini de lichamen van "de elf onbekende soldaten", alvorens er één uitverkoren zou worden om namens de elf bijgeplaatst te worden in het Monument van Victor Emanuel II te Rome. De overige lichamen zijn begraven in het Graf van de tien onbekende soldaten op het kerkhof.

### Missie in China (1922-1933)
Op 22 juli 1922 benoemde paus Benedictus XV hem tot titulair bisschop van Hiërapolis en tot gezant van de Heilige Stoel in China. Daar hield Costantini zich actief bezig met de missie. Hij belegde een eerste Chinese bisschoppenconferentie en stond aan de wieg van de Katholieke Universiteit Fu Jen in het tegenwoordige Taiwan. In 1931 richtte hij de Congregatie van de Discipelen van de Heer op, een Chinese missiecongregatie die vandaag de dag nog steeds bestaat.

### Congregatie voor de Evangelisatie van de Volkeren (1934-1952)
Nadat hij in 1933 uit China was teruggekeerd, benoemde paus Pius XI hem tot secretaris van de Congregatie voor de Evangelisatie van de Volkeren.
Zijn betrokkenheid als geestelijke met kunst en zijn geloof in de heilzame interactie tussen kunst en christendom bleek in de vroege jaren 1950 maar weer toen hij Tentoonstellingen van Zendelingenkunst opende in Milaan en Madrid.

### Kardinaal (1953-1958)
Tijdens het consistorie van 12 januari 1953 nam paus Pius XII hem op in het College van Kardinalen. Hij kreeg de Santi Nereo e Achilleo als titelkerk.
Costantini lag in het ziekenhuis, waar hij een vaatchirurgische ingreep moest ondergaan, terwijl de voorbereidingen werden getroffen voor het Conclaaf van 1958. Even nadat hij had laten weten zich gesterkt genoeg te voelen om aan het conclaaf deel te nemen, overleed hij aan de gevolgen van een hartaanval. Zijn uitvaart werd door 31 kardinalen, die voor het conclaaf in Rome waren, bijgewoond.

## Erevermeldingen
- 1926: Ereburger van Aquileia
- 1956: ontvangst van de Grosskreutz, uit handen van de president van toenmalig West-Duitsland

## Kunstgerelateerde werken
Costantini heeft in de periode van 1901 tot 1915 meer dan veertig beeldhouwwerken gemaakt en ongeveer dertig boeken en tweehonderd wetenschappelijke artikels geschreven over kunstgeschiedenis, met bijzondere aandacht voor "heilige kunst", wat heden veelal onder christelijke kunst geschaard wordt.